# Je te dresserai
Pour plus de détails, voir Fiche technique et Distribution.
Je te dresserai (In Person) est un film américain de comédie réalisé par William A. Seiter, sorti en 1935.

## Synopsis
La star de cinéma glamour Carol Corliss souffre d'agoraphobie. Sa peur des grands groupes de personnes, y compris de ses admirateurs, l'a pousse à se déguiser avec un voile et des dents de lapin chaque fois qu'elle se trouve en public. Le psychiatre de Carol, le Dr Aaron Sylvester, lui recommande des vacances à la montagne pour la soigner. Après qu'elle s'est évanouie dans une grande foule, Emory Muir, un homme de plein air, la sauve sans croire que cette femme terne puisse être une star de cinéma. Carol se fait passer pour la simple Miss Clara Colfax et convainc Muir de l'emmener dans sa retraite en montagne pour se rétablir. Il accepte à contrecœur et permet à Carol de rester dans la cabane du lac.
Là, George la voit nager sans être déguisée et s'interroge sur sa véritable identité. Il téléphone à son psychiatre, qui refuse de nommer sa patiente. En ville, George découvre une photo de Carol Corliss et se rend compte que son invitée Clara est en fait la célèbre actrice. À son retour, Carol décide de se révéler à George, mais celui-ci n'est pas impressionné et refuse de la croire. Dans la cabine, Carol s'entend à la radio chanter Got a New Lease on Lif et elle chante et danse pour George, mais en vain. Il n'est convaincu de sa véritable identité que lorsqu'elle l'emmène au cinéma où est projeté son dernier film.
Au fil du temps, Carol commence à se rendre compte qu'elle est en train de tomber amoureuse de George. Les choses se compliquent encore lorsque Jay Holmes, le co-star de Carol, arrive au lac pour lui avouer son amour.

## Fiche technique
- Titre : Je te dresserai
- Titre original : In Person
- Réalisation : William A. Seiter
- Scénario : Allan Scott et Glenn Tryon (non crédité) d'après un roman de Samuel Hopkins Adams
- Directeur de production : Pandro S. Berman
- Société de production et de distribution : RKO Radio Pictures
- Musique : Roy Webb (non crédité)
- Photographie : Edward Cronjager
- Montage : Arthur P. Schmidt
- Direction artistique : Van Nest Polglase
- Costumes : Bernard Newman
- Chorégraphe : Hermes Pan
- Pays d'origine :  États-Unis
- Format : Noir et blanc - 35 mm - 1,37:1 - Son : Mono (RCA Victor System)
- Genre : Comédie romantique
- Durée : 87 minutes
- Dates de sortie : 
  - États-Unis : 22 novembre 1935

## Distribution
- Ginger Rogers : Carol Corliss/Clara Colfax
- George Brent : Emory Muir
- Alan Mowbray : Jay Holmes
- Grant Mitchell : Juge Thaddeus Parks
- Samuel S. Hinds : Dr Aaron Sylvester
- Joan Breslau : Minna
- Louis Mason : Shérif Twing
- Spencer Charters : Parson Calverton Lunk
- George Davis (non crédité) : chauffeur de taxi